# Letiště East Midlands
Letiště East Midlands (anglicky East Midlands Airport, IATA: EMA, ICAO: EGNX) je mezinárodní letiště v East Midlands v Anglii v blízkosti Castle Donington v Leicestershire, mezi Loughborough (16 km), Derby (20 km) a Nottinghamem (23 km); Leicester leží (32 km) na jih. Letiště vzniklo v roce 1943 původně jako základna Royal Air Force známá jako RAF Castle Donington. V roce 1965 se letiště stalo civilním.
Z letiště East Midlands Airport se postupně stal uzel pro nízkonákladové společnosti jako Jet2.com a Ryanair a dále chartrové jako TUI Airways, které provozují spoustu spojů do domácích i evropských destinací na krátké vzdálenosti. Dále zde měly základnu společnosti Flybe a Thomas Cook Airlines. Nejvíce cestujících bylo odbaveno v roce 2008 (5,6 milionu), ale dochází k poklesu (4,5 milionu v roce 2015), což ho činí 11. nejvytíženější ve Spojeném království. Jde však o jedno z hlavních nákladních letišť - v roce 2016 bylo po letišti London Heathrow druhé nejvytíženější v zemi.